# Abreu e Lima
Abreu e Lima is een gemeente in de Braziliaanse deelstaat Pernambuco. De gemeente telt 96.266 inwoners (schatting 2009).
De gemeente grenst aan Paulista, Igarassu, Paudalho en Camaragibe.

## Verkeer en vervoer
De plaats ligt aan de noord-zuidlopende weg BR-101 tussen Touros en São José do Norte. Daarnaast ligt ze aan de wegen PE-015 en PE-018.

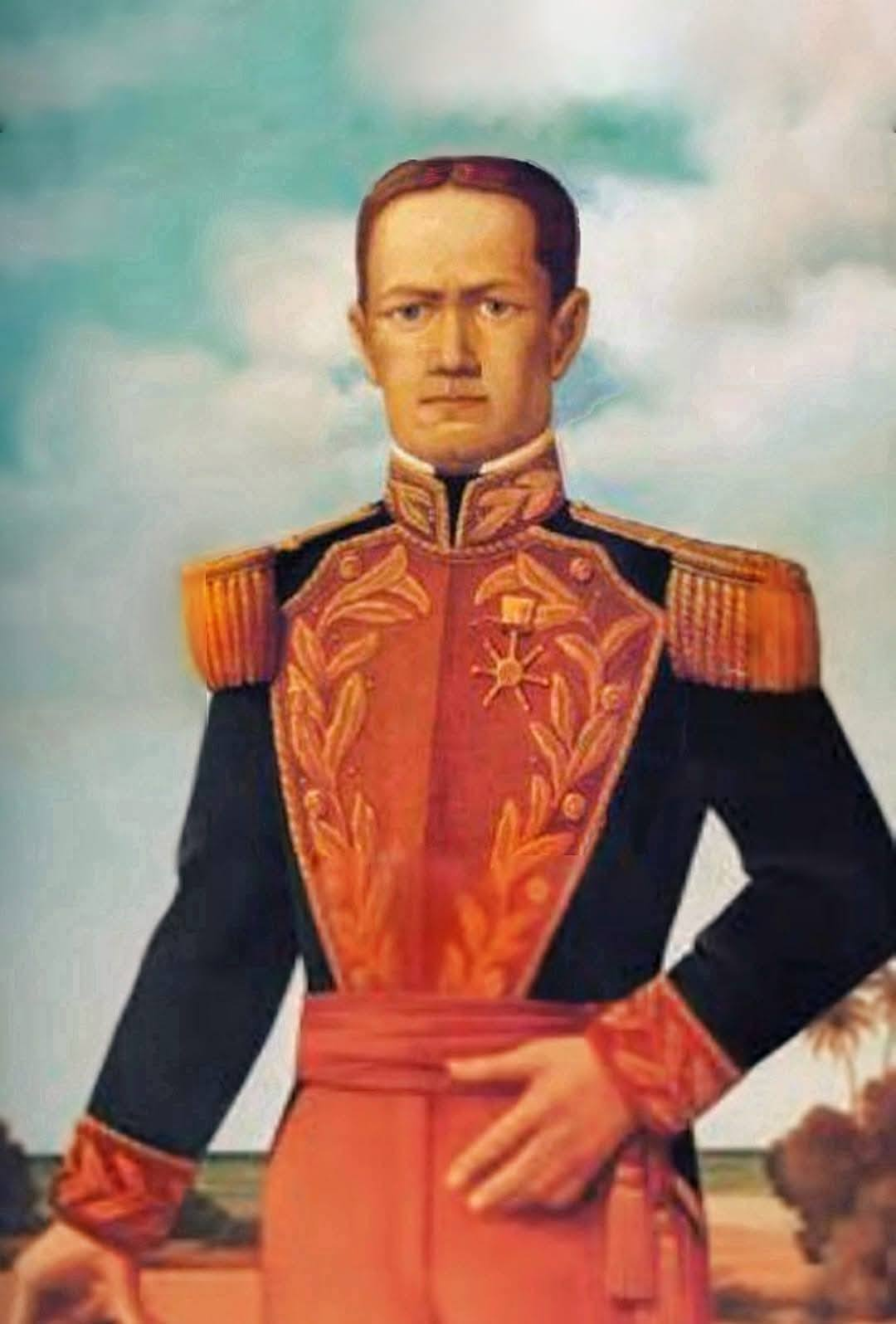
Generaal José Inácio de Abreu e Lima